# Poverty Point
Poverty Point (tiếng Pháp: Pointe de Pauvreté) (16 WC 5) là một di chỉ san lấp thời tiền sử của văn hóa Poverty Point, ngày nay là một di tích lịch sử và di sản thế giới  nằm ở miền Nam Hoa Kỳ. Khu vực nằm cách sông Mississippi 24,9 km (15,5 dặm), và nằm trên các cạnh của Macon Ridge, gần làng Epps trong Giáo xứ Tây Carroll, phía Đông Bắc tiểu bang Louisiana.
Poverty Point bao gồm một số khu vực đào đắp và gò xây dựng có niên đại từ năm 1650 tới 700 trước Công nguyên (TCN), trong giai đoạn cổ xưa ở Bắc Mỹ bởi một nhóm người Bản địa châu Mỹ của văn hóa Poverty Point. Nền văn hóa mở rộng tới 160 km (100 dặm) trong khu vực đồng bằng sông Mississippi. Mục đích ban đầu của Poverty Point chưa được xác định bởi các nhà khảo cổ, mặc dù họ đã đưa ra nhiều khả năng khác nhau trong đó bao gồm cả: đây là một khu định cư, trung tâm thương mại, hay có thể là một địa điểm nghi lễ tôn giáo.
Có diện tích 3,68 km2 (1,42 dặm vuông; 910 mẫu Anh), nó đã được mô tả là "khu định cư thương mại lớn nhất, khu đào đắp phức tạp nhất và địa điểm thực hiện nghi lễ chưa tìm thấy ở Bắc Mỹ". Nơi đây cũng là một Tượng đài quốc gia của Hoa Kỳ. Tượng đài đã thu hút sự chú ý của các nhà khảo cổ vào đầu thế kỷ 20, khi nó được đặt tên là Poverty Point theo tên của một khu vực đồn điền gần đó. Kể từ đó, các cuộc khai quật khác nhau đã diễn ra tại đây. Các học giả đã đưa nhiều giả thuyết khác nhau liên quan đến mục đích của các gò ở Poverty Point, bao gồm cả là nơi tôn giáo và tiến hành nghi lễ. Khu phức hợp thu hút rất nhiều khách du lịch như một điểm đến hấp dẫn.

## Mô tả
Poverty Point được xây dựng hoàn toàn bằng việc đào đắp. Vùng lõi của di chỉ khảo cổ này có diện tích khoảng 2 km2 (500 mẫu Anh 2), mặc dù cuộc điều tra khảo cổ học đã chỉ ra rằng tổng diện tích kéo dài hơn 5 km (3 dặm) dọc theo thượng nguồn con sông. Việc xây dựng tượng đài gồm 6 gò tròn đồng tâm được đào đắp thành dạng trăng lưỡi liềm, được chia thành 5 lối đi tỏa ra từ trung tâm tại khu vực bên bờ sông. Khu vực cũng có một số gò cả ở bên ngoài và bên trong của vùng lõi. Tên "Poverty Point" xuất phát từ tên của đồn điền đã từng bao quanh khu vực.
Vào tháng 1 năm 2013, Bộ Nội vụ Hoa Kỳ đã đề cử Poverty Point để trở thành Di sản Thế giới của UNESCO. Thượng nghị sĩ bang Francis C. Thompson của Delhi, Richland cho biết, vấn đề bảo vệ nó không phải chỉ đơn thuần là của một địa phương hoặc thậm chí là bang mà là của cả các tổ chức quốc tế. Uy tín từ việc có một di sản thế giới trong khu vực và bang sẽ có ý nghĩa lớn cả về mặt văn hóa và kinh tế".
Ngày 22 tháng 6 năm 2014, UNESCO đã được phê chuẩn Poverty Point trở thành một di sản thế giới tại hội nghị thường niên của mình ở Doha, Qatar. Phó Thống đốc Jay Dardenne là một trong số những người của phái đoàn đến Trung Đông để thúc đẩy việc đưa Poverty Point vào danh sách Di sản thế giới. Đây là di sản thế giới đầu tiên ở bang Louisiana và chỉ có 22/50 bang của Hoa Kỳ là có Di sản thế giới.

### Vùng lõi
Phần chính của di tích là sáu gò đường cong hình lưỡi liềm đồng tâm được đào đắp, nằm ở trung tâm của di chỉ biểu tượng như là "Trái Đất". Mỗi gò đường cong được ngăn cách với nhau bởi một hành lang bằng phẳng. Nó chia quả đồi thành ba phần (trước đây là năm) là hai con dốc dốc bên trong, dẫn đến Bayou Maçon. Mỗi gò cong được đắp cao khoảng 3 mét. Các nhà khảo cổ tin rằng, chúng từng cao đến 5 feet, nhưng đã bị mòn đi bởi quá trình sản xuất nông nghiệp trong vài thế kỷ qua. Đường kính gần đúng tới phía gò cong ngoài cùng là 3/4 dặm, trong khi đường kính của gò cong trong cùng là 3/8 dặm.

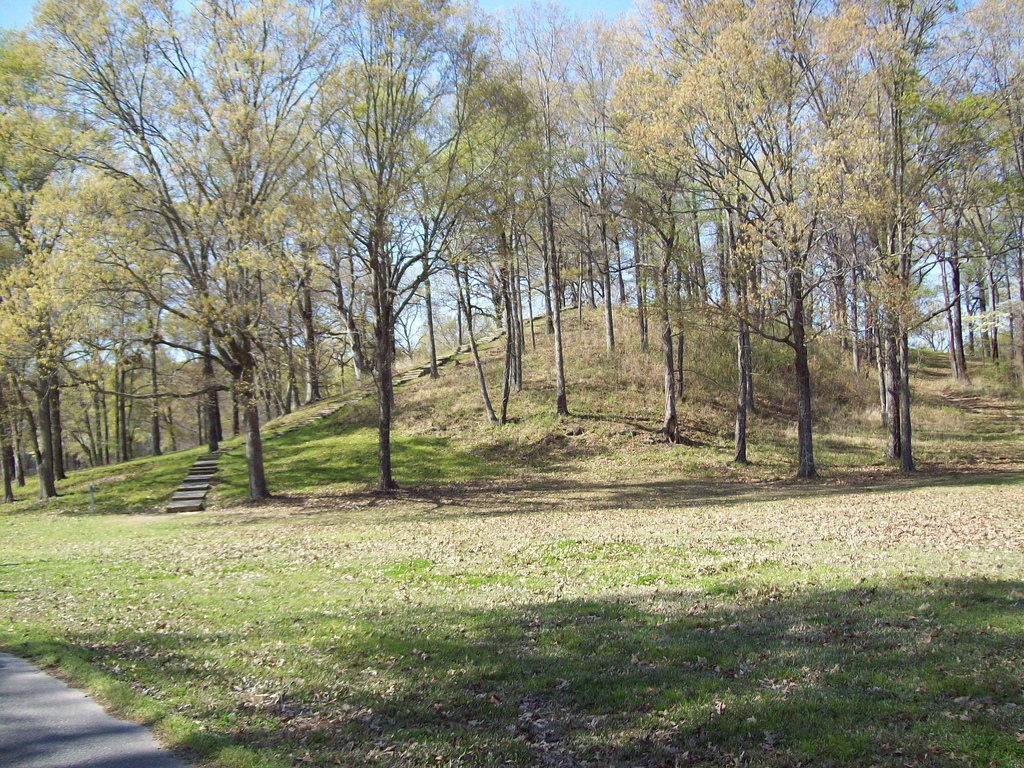
Gò A tại Poverty Point

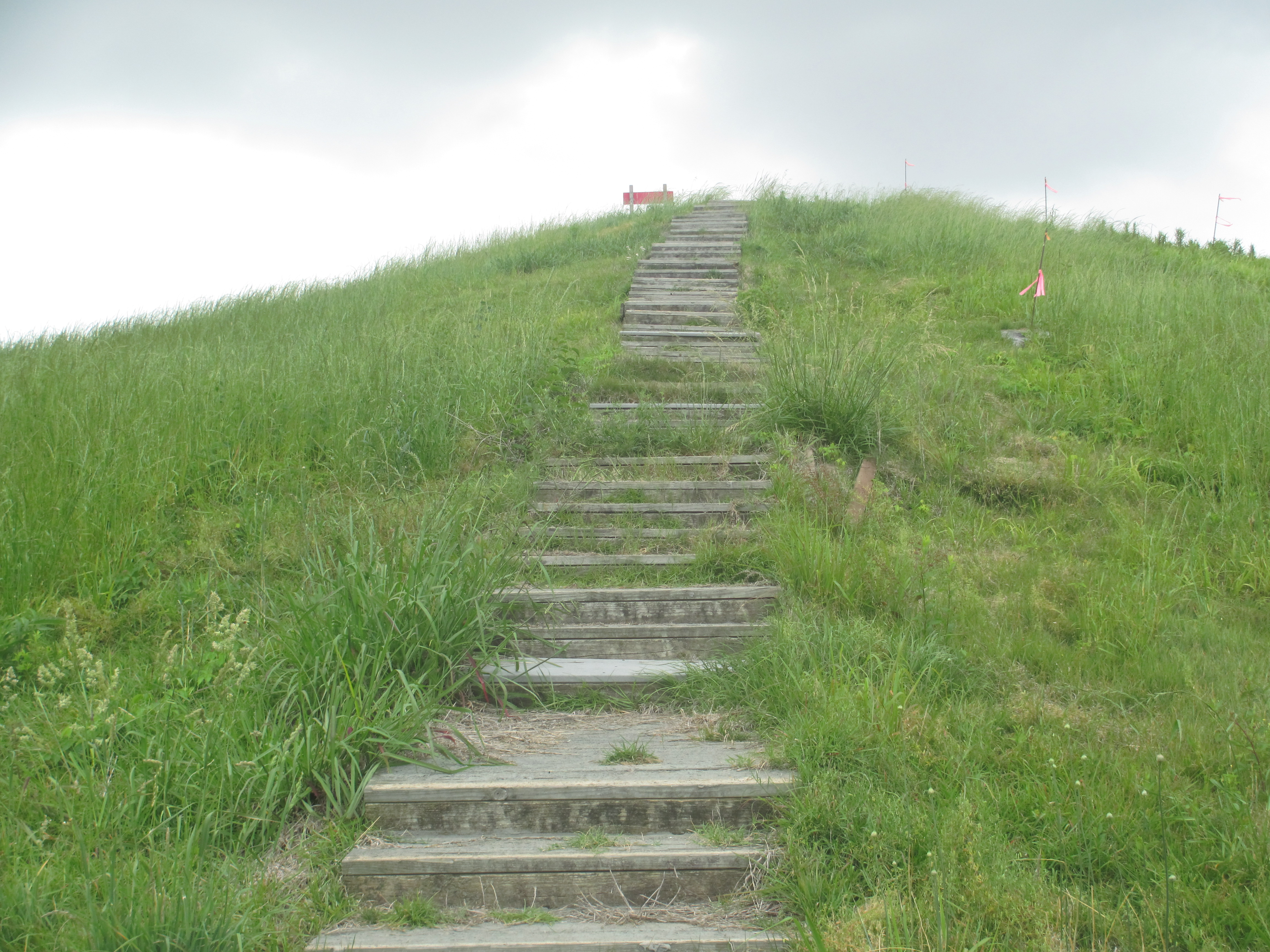
Bậc thang để lên Gò A

### Gò A
Bên cạnh những đường lằn đào đắp khác, chủ yếu là các nền móng của gò. Lớn nhất trong số này là Gò A, nằm về phía tây của vùng lõi, có hình gần giống chữ T khi nhìn từ trên cao. Nhiều người đã giải thích nó như là hình dạng của một con chim và cũng là một " Đảo Trái Đất", đại diện cho trung tâm vũ trụ của di chỉ.
Các nhà nghiên cứu đã biết được rằng Gò A đã được xây dựng một cách nhanh chóng, có lẽ trong khoảng thời gian không quá ba tháng. Trước khi xây dựng, thảm thực vật đã bị đốt cháy. Theo phân tích phóng xạ, việc đốt này xảy ra từ khoảng giữa năm 1450 tới 1250 TCN. Không có dấu hiệu của việc gián đoạn xây dựng hay ảnh hưởng thời tiết tới gò ngay cả ở mức nhỏ nhất, chỉ ra rằng việc xây dựng được tiến hành với một nỗ lực rất lớn và diễn ra trong khoảng thời gian ngắn. Gò A được tạo thành từ khoảng 238.000 mét khối đất, làm cho nó là gò đất lớn thứ hai (theo thể tích) ở miền đông Bắc Mỹ. Đây là tổng thể có kích thước lớn thứ hai của Văn hóa Mississippian sau các Gò đất Monks tại Cahokia, được xây dựng bắt đầu từ khoảng 950-1000 TCN thuộc bang Illinois ngày nay. Gò A, B và E cùng nằm trên một trục Bắc-Nam.
Một barrow hố thấp, được sử dụng để dẫn nước sinh hoạt, nằm giữa Gò A và B. Có lẽ những người Poverty Point xây dựng những ụ đất để tránh những tác động ô nhiễm nguồn nước trong vùng.